# Flabellifrontipoda smithi
Flabellifrontipoda smithi är en kvalsterart som beskrevs av Cook 1983. Flabellifrontipoda smithi ingår i släktet Flabellifrontipoda och familjen Oxidae. Inga underarter finns listade i Catalogue of Life.